# Ә́
La Schwa con tilde aguda (Ә́ ә́; cursiva: Ә́ ә́) es una letra de la escritura cirílica.
Se utiliza a veces en el idioma tártaro, donde representa la vocal casi abierta anterior no redondeada /æ/.